# 烁神星
烁神星（233 Asterope）是第233顆被人類發現的小行星，位于火星和木星之間的小行星帶。
爍神星以希臘神話的普勒阿得斯阿斯忒羅珀命名。
| 前一小行星： 小行星232 | 小行星列表 | 後一小行星： 小行星234 |